# Білінійна інтерполяція

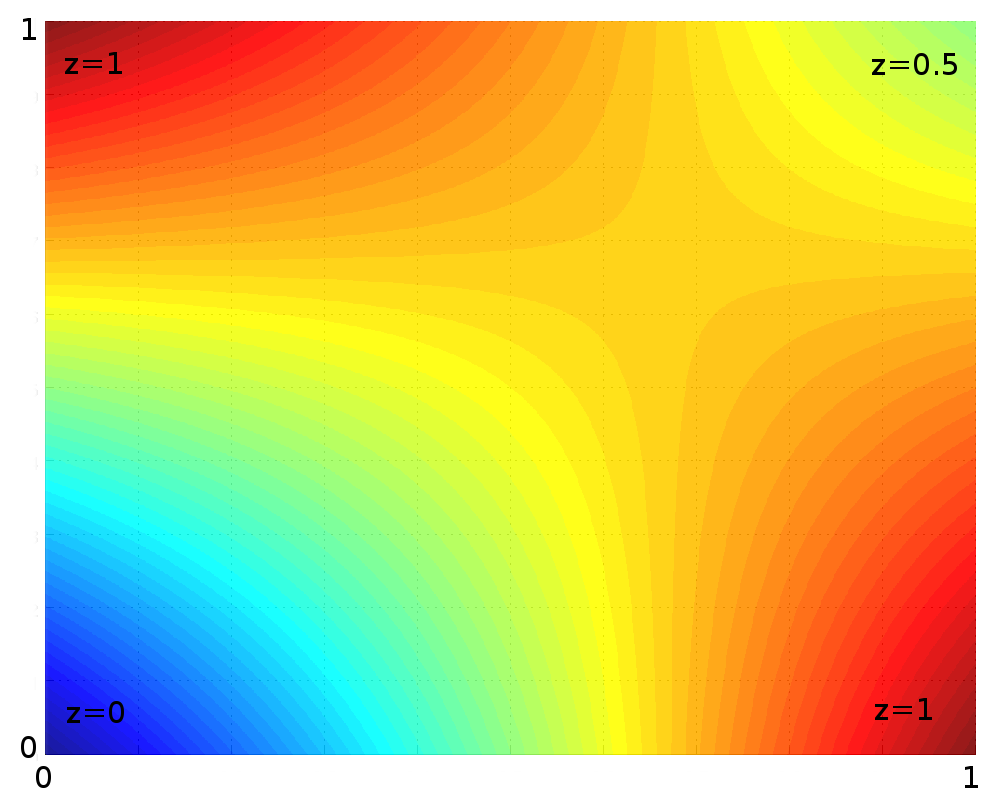
Приклад білінійної інтерполяції в одиничному квадраті. Інтерпольовані значення представлені кольором.

Білінійна інтерполяція — узагальнення лінійної інтерполяції для функції двох змінних. Ідея в тому, що проводиться лінійна інтерполяція по одній осі, а потім по іншій осі.

Відомо значення функції в чотирьох червоних точках. Значення функції в зеленій точці потрібно інтерполювати.

Якщо необхідно інтерполювати значення функції f в точці P = (x, y). І задано значення функції в навколишніх до P точках Q11 = (x1, y1), Q12 = (x1, y2), Q21 = (x2, y1), та Q22 = (x2, y2).
Спершу лінійно інтерполюємо в напрямку осі x:
{\displaystyle f(R_{1})\approx {\frac {x_{2}-x}{x_{2}-x_{1}}}f(Q_{11})+{\frac {x-x_{1}}{x_{2}-x_{1}}}f(Q_{21}),\quad R_{1}=(x,y_{1})}
{\displaystyle f(R_{2})\approx {\frac {x_{2}-x}{x_{2}-x_{1}}}f(Q_{12})+{\frac {x-x_{1}}{x_{2}-x_{1}}}f(Q_{22}),\quad R_{2}=(x,y_{2})}
Тепер проводимо лінійну інтерполяцію в напрямку осі y (між точками {\displaystyle R_{1}} та {\displaystyle R_{2}}) щоб отримати кінцевий результат:
{\displaystyle f(P)\approx {\frac {y_{2}-y}{y_{2}-y_{1}}}f(R_{1})+{\frac {y-y_{1}}{y_{2}-y_{1}}}f(R_{2}).}
Коли відомі вершини є вершинами одиничного квадрата: (0, 0), (0, 1), (1, 0) та (1, 1), формула білінійної інтерполяції спрощується до
{\displaystyle f(x,y)\approx f(0,0)\,(1-x)(1-y)+f(1,0)\,x(1-y)+f(0,1)\,(1-x)y+f(1,1)xy.}
можна записати у вигляді наступної білінійної форми:
{\displaystyle f(x,y)\approx {\begin{bmatrix}1-x&x\end{bmatrix}}{\begin{bmatrix}f(0,0)&f(0,1)\\f(1,0)&f(1,1)\end{bmatrix}}{\begin{bmatrix}1-y\\y\end{bmatrix}}}
Інтерполяція є добутком двох лінійних функцій. І вона також може бути записана як:
{\displaystyle b_{1}+b_{2}x+b_{3}y+b_{4}xy\,}
де
{\displaystyle b_{1}=f(0,0)\,}
{\displaystyle b_{2}=f(1,0)-f(0,0)\,}
{\displaystyle b_{3}=f(0,1)-f(0,0)\,}
{\displaystyle b_{4}=f(0,0)-f(1,0)-f(0,1)+f(1,1)\,}.
Результат білінійної інтерполяції не залежить від порядку виконання кроків інтерполяції.
Очевидним узагальненням білінійної інтерполяції на функцію трьох змінних є — трилінійна інтерполяція.

## Білінійна інтерполяція в комп'ютерній графіці

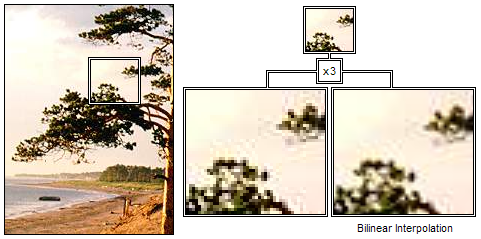
Приклад збільшення частини зображення — простим масштабуванням і зі застосуванням білінійної інтерполяції

У комп'ютерній графіці білінійна інтерполяція набула широкого поширення у процесі ресемплінга (або, простіше кажучи, масштабування) зображень.
При збільшенні цифрових зображень спостерігається сильна пікселізація зображення. Білінійна інтерполяція використовується для розрахунку кольорів додаткових пікселів {\displaystyle (P)} щодо основних, вихідних {\displaystyle (Q),} що дозволяє згладжувати переходи. Значенням функції {\displaystyle f} у даному випадку виступає колір пікселя (його складові). При цьому квадрат, утворений чотирма розглянутими основними точками приймається за одиничний.

### Недолік методу
Головним мінусом білінійної  інтерполяції при масштабуванні зображень є той факт, що при збільшенні в {\displaystyle N} разів зображення розміром  {\displaystyle W} на {\displaystyle H} пікселів в результаті буде отримано зображення розміром не {\displaystyle NW} на {\displaystyle NH} пікселів, а {\displaystyle (N(W-1)+1)} на {\displaystyle (N(H-1)+1)} пікселів.
Пов'язано це з тим, що у вихідному зображенні, наприклад, по горизонталі мається   {\displaystyle W}  точок, тобто {\displaystyle (W-1)} суміжних пар. При збільшенні зображення в {\displaystyle N} раз між кожною парою основних точок вставляється по {\displaystyle (N-1)} додаткових точок (тобто при збільшенні вдвічі між основними точками вставляється ще по одній, при збільшенні втричі - по дві і т. д.). Усього в результаті ширина результуючого зображення дорівнюватиме сумі кількості основних і додаткових точок:
{\displaystyle W+(W-1)(N-1)=N(W-1)+1}.
Простіше кажучи, для останнього пікселя (в кожному рядку і стовпці) вихідного зображення не знаходиться пари, з якою можна було б провести інтерполювання.
Для обходу цього обмеження, по-перше, звичайно приймається, що у вихідному і отриманому зображеннях колірні значення пікселів семпліровані з їхніх центрів, а не з кутів, тобто наприклад, якщо взяти абсолютну довжину і ширину зображення рівними 1 , в зображенні розміром 2 на 2 координатами вихідних точок є ( 0.25 ; 0.25 ) , ( 0.25 ; 0.75 ) , ( 0.75 ; 0.25 ) , і ( 0.75 ; 0.75 ), а не ( 0 ; 0 ) , ( 0 ; 0.5) , ( 0.5 ; 0 ) , і ( 0.5 ; 0.5) (поправка на дискретизацію). Таким чином забезпечується правильне центрування зображення при масштабуванні, але проблемними виявляються не тільки останній рядок і останній стовпець, а всі прикордонні пікселі одержуваного зображення однаково, бо їх координати випадають за межі прямокутника, що окреслює точки семплування вихідного зображення (наприклад, при масштабуванні в 4 на 4 потрібно обчислити значення в точках ( 0.125 ; 0.125 ), ( 0.125 ; 0.875 ) і т.д.). Потім, так як значення в цих точках не можуть бути інтерпольовані, то потрібно розширити вихідне зображення одним із способів (вибір якого залежить від способу подальшого використання зображення )
- Екстраполяція значень крайових пікселів;
- Дзеркальне відображення вихідного зображення щодо кожного краю, і центральне по кутах. Як значення відсутніх пікселів використовуються копії значень пікселів з того ж краю; таким чином, пікселі, що випадають за вихідні координати, є інтерполянтами лише в одному вимірі, а в іншому копіями крайових значень;
- Теселяція вихідного зображення; копії вихідного зображення "приклеюються" впритул з кожного краю і з кутів. Як кольори відсутніх пікселів, таким чином, використовуються значення пікселів з протилежного краю. Метод підходить, якщо інтерпольоване зображення саме використовуватиметься для теселяції (наприклад, для заповнення багатокутників при текстуруванні).

Після подібної попередньої обробки процедура білінійної інтерполяції застосовується в початковому вигляді, з отриманням зображення очікуваного розміру ({\displaystyle NW} на {\displaystyle NH}).

## Приклад програми
Нижче наведено приклад програми білінійної інтерполяції зображення, написаний на С++
```
void
 
resample
(
 
const
 
unsigned
*
 
inBuf
  
// вхідний масив пікселів

             
,
 
unsigned
*
 
outBuf
       
// результат - вихідний масив пікселів

             
,
 
int
 
oldWidth
           
//ширина оригінального зображення

             
,
 
int
 
oldHeight
          
//висота оригінального зображення

             
,
 
int
 
newWidth
           
//ширина результуючого зображення

             
,
 
int
 
newHeight
          
//висота результуючого зображення

             
)

{

    
const
 
float
 
div_height
 
=
 
(
float
)
 
(
 
(
oldHeight
 
-
 
1
)
 
)
 
/
 
(
newHeight
 
-
 
1
);

    
const
 
float
 
div_width
 
=
 
(
float
)
 
(
 
(
oldWidth
 
-
 
1
)
 
)
 
/
 
(
newWidth
 
-
 
1
);

    
float
 
i_tmp
 
=
 
0.f
;

    
for
 
(
 
int
 
i
 
=
 
0
;
 
i
 
<
 
newHeight
;
 
++
i
,
 
i_tmp
 
+=
 
div_height
 
)

    
{

        
float
 
j_tmp
 
=
 
0.f
;

        
int
 
l
 
=
 
(
int
)(
i_tmp
);

        
if
 
(
l
 
>
 
oldHeight
 
-
 
2
)

        
{

            
l
 
=
 
oldHeight
 
-
 
2
;

        
}

        
const
 
float
 
u
 
=
 
i_tmp
 
-
 
l
;

        
l
 
*=
 
oldWidth
;

        
for
 
(
 
int
 
j
 
=
 
0
;
 
j
 
<
 
newWidth
;
 
++
j
,
 
j_tmp
 
+=
 
div_width
 
)

        
{

            
int
 
c
 
=
 
(
int
)
 
(
j_tmp
);

            
if
 
(
c
 
>
 
oldWidth
 
-
 
2
)

            
{

                
c
 
=
 
oldWidth
 
-
 
2
;

            
}

            
const
 
float
 
t
 
=
 
j_tmp
 
-
 
c
;

            
//Коефіцієнти

            
const
 
float
 
d1
 
=
 
(
1
 
-
 
t
)
 
*
 
(
1
 
-
 
u
);

            
const
 
float
 
d2
 
=
 
t
 
*
 
(
1
 
-
 
u
);

            
const
 
float
 
d3
 
=
 
t
 
*
 
u
;

            
const
 
float
 
d4
 
=
 
(
1
 
-
 
t
)
 
*
 
u
;

            
const
 
int
 
ind
 
=
 
l
 
+
 
c
;
 
// для оптимізації (щоб не рахувати далі 4 рази)

        
// значення кольору в 4 пікселях, за якими інтерполюємо

            
const
 
unsigned
 
p1
 
=
 
inBuf
[
 
ind
 
];

            
const
 
unsigned
 
p2
 
=
 
inBuf
[
 
ind
 
+
 
1
 
];

            
const
 
unsigned
 
p3
 
=
 
inBuf
[
 
ind
 
+
 
oldWidth
 
+
 
1
 
];

            
const
 
unsigned
 
p4
 
=
 
inBuf
[
 
ind
 
+
 
oldWidth
];

            
// Записуємо результуючий піксель

            
*
outBuf
++
 
=
 
p1
 
*
 
d1
 
+
 
p2
 
*
 
d2
 
+
 
p3
 
*
 
d3
 
+
 
p4
 
*
 
d4
;

        
}

    
}

}

```